# 2-й провулок Некрасова (Мелітополь)
2-й провулок Некрасова — провулок в Мелітополі. Починається від вулиці Пушкіна, йде на північ і закінчується глухим кутом. Міждворовий проїзд виводить на 1-й провулок Некрасова.

## Назва
Провулок названий на честь російського поета Миколи Олексійовича Некрасова.
Поруч знаходяться однойменні вулиця Некрасова і 1-й провулок Некрасова.

## Історія
Перша відома згадка провулка відноситься до 28 червня 1957 року.